# 齊木崇人
齊木 崇人（さいき たかひと、1948年 - ）は、神戸芸術工科大学大学院教授。建築家。工学博士。

## 経歴
1948年 広島県生まれ。1971年（昭和46）広島工業大学工学部建築学科卒業。広島工業大学助手。
1974年（昭和49）一級建築士取得（登録番号　83493号）し同年、東京大学工学部建築学科研究生。
1977年（昭和52）筑波大学赴任、文部技官。1981年（昭和56）聚文化研究所設立（一級建築士事務所　茨城県登録A0829）。
1986年（昭和61）工学博士学位授与（東京大学　第7863号）。1987年（昭和62）筑波大大学院環境科学研究科・ 社会工学系学専任講師。
1987年（昭和62）日本建築学会賞（論文部門）受賞。1989年（平成元）スイス連邦工科大学客員研究員。
1990年（平成２）神戸芸術工科大学助教授。1993年（平成５）神戸芸術工科大学教授。
1997年（平成9）～1998年（平成10）イギリス・ウエストミンスター大学客員教授として渡英。
2003年（平成15) 神戸芸術工科大学大学院芸術工学専攻主任。2007年（平成19) 神戸芸術工科大学副学長。2008（平成20) 神戸芸術工科大学学長。
著書に『スイスの住居・集落・街』（丸善）、『円相の芸術工学』（共著、工作社）『靈獣が運ぶ──アジアの山車』(監修　工作舎、2016年）など。
作品に、まつぼっくり保育園、つくば二宮幼稚園、碧祥寺博物館、 ほか。